# راند هولمز
راند هولمز هو رسام كارتون كندي، ولد في 22 فبراير 1942 في Truro, Nova Scotia ‏ في كندا، وتوفي في 15 مارس 2002 في نانيامو إي في كندا.